# 歐亞隧道
歐亞隧道（土耳其語：Avrasya Tüneli），又稱「亞歐隧道」，是一條位於土耳其伊斯坦堡的海底行車隧道，於2016年12月20日開放，並於2016年12月22日通車。
該隧道全長5公里，設有雙層道路，橫跨亞洲及歐洲之間的伊斯坦布爾海峽。